# Mercedes (Östra Samar)
Mercedes (Bayan ng Mercedes) är en kommun i Filippinerna. Kommunen ligger på ön Samar, och tillhör provinsen Östra Samar. Folkmängden uppgår till 4 857 invånare.

## Barangayer
Mercedes är indelat i 16 barangayer.
| - Anuron - Banuyo - Bobon - Busay - Buyayawon - Cabunga-an - Cambante - Barangay 1 Poblacion | - Barangay 2 Poblacion - Barangay 3 Poblacion - San Jose - Sung-an - Palamrag (Cabiliri-an) - Barangay 4 Poblacion - Port Kennedy - San Roque |